# Tweede divisie 1961/62
Het seizoen 1961/62 was het zesde seizoen in het bestaan van de Nederlandse Tweede divisie. De voetbalcompetitie, georganiseerd door de Koninklijke Nederlandse Voetbalbond (KNVB), was het derde en laagste niveau binnen het Nederlandse betaald voetbal.

## Opzet
In de Tweede divisie waren na de degradatie van De Valk en Zeist en de vrijwillige terugzetting van Rigtersbleek naar het amateurvoetbals nog vijftien clubs over. Deze kwamen uit in één landelijke afdeling.
Vanaf seizoen 1962/63 zou het betaald voetbal in Nederland verder worden gereorganiseerd. De KNVB had het plan om zowel de Eredivisie als de Eerste divisie terug te brengen tot ieder zestien ploegen met daaronder twee Tweede divisies met eveneens zestien ploegen. Dit zou betekenen dat na dit seizoen ten minste vijf ploegen uit het betaald voetbal moesten verdwijnen. Uiteindelijk degradeerde enkel de nummer laatst uit de competitie gedwongen en werd de overige reductie bereikt door een fusie en vrijwillige terugzetting naar de amateurs.
Vanwege de reorganisatie promoveerde dit seizoen alleen de kampioen van de Tweede divisie naar de Eerste divisie.

## Verloop
De ploegen in de Tweede divisie gaven dit seizoen weinig op elkaar toe. Eind november, na de elfde speelronde, stonden Roda Sport en Helmondia '55 met veertien punten bovenaan. Het verschil met PEC op plaats 10, die voor terugzetting naar de amateurs in aanmerking kwam, was echter slechts vier punten. De nummer voorlaatst LONGA had acht punten. Alleen de Zwolsche Boys bleven met vier punten ver achter op de rest.
Na de zeventiende speelronde was Velox Helmondia en Roda Sport voorbijgegaan. Onderin liepen vooral UVS, PEC, Zwartemeer, N.E.C. en Zwolsche Boys het gevaar van terugkeer naar de amateurs. Velox liep vervolgens langzaam uit op de overige ploegen en stond na 23 speelronden vier punten voor op Baronie en RCH. Op de voorlaatste competitiedag werd Velox kampioen door bij Oldenzaal met 0-0 gelijk te spelen. Onderin leken Zwolsche Boys, LONGA, PEC en UVS voor degradatie in aanmerking te komen. De met evenveel punten geëindigde NEC, De Graafschap en Oldenzaal moesten in een halve beslissingscompetitie uit gaan maken wie de vijfde ploeg zou worden die uit het betaald voetbal zou verdwijnen. De drie ploegen wonnen allen hun thuiswedstrijd, waardoor het doelgemiddelde in de reguliere competitie ten nadele van Oldenzaal de doorslag gaf.
Omdat niet zeker was hoeveel ploegen teruggezet zouden worden, speelden ook de met evenveel punten geëindigde nummers 12 en 13 een onderlinge beslissingswedstrijd om de twaalfde plaats. LONGA won deze wedstrijd van Zwolsche Boys met 4-1. Uiteindelijk zou enkel de nummer laatst van de competitie, UVS uit Leiden, degraderen. EBOH en Helmond uit de Eerste divisie besloten vrijwillig terug te keren naar de amateurs. De Kerkradense clubs Roda Sport en Rapid JC fuseerden na afloop van het seizoen tot Roda JC. De indeling van Zwolsche Boys en PEC in een amateurklasse liep onoverkomelijke problemen op, waarna werd besloten de beide Zwolse verenigingen in de Tweede divisie te handhaven.

### Deelnemende teams
| Club          | Plaats       | Accommodatie           | Capaciteit | Trainer                    |
| ------------- | ------------ | ---------------------- | ---------- | -------------------------- |
| Baronie       | Breda        | De Blauwe Kei          | 12.000     | József Nagy                |
| EDO           | Haarlem      | Noordersportpark       | 10.000     | Piet van Houwelingen       |
| De Graafschap | Doetinchem   | De Vijverberg          | 12.000     | Eric Norman Jones          |
| Helmondia '55 | Helmond      | De Braak               | 12.000     | Toon van Beek              |
| LONGA         | Tilburg      | Aan de spoorbrug       | 15.000     | Frans de Kok Huub de Leeuw |
| N.E.C.        | Nijmegen     | Goffertstadion         | 29.000     | Jan Remmers                |
| Oldenzaal     | Oldenzaal    | Het Heuveltje          | 6.000      | Wim de Bois                |
| PEC           | Zwolle       | De Vrolijkheid         | 10.000     | Herman Spijkerman          |
| RCH           | Heemstede    | Sportparklaan          | 18.000     | Thim van der Laan          |
| Roda Sport    | Kerkrade     | Jonkerbergstraat       | 10.000     | Barthel Thomas             |
| Tubantia      | Hengelo      | Veldwijk               | 30.000     | Piet Huisken               |
| UVS           | Leiden       | Kikkerpolder           | 10.000     | Cor Sluijk                 |
| Velox         | Utrecht      | Koningsweg             | 6.750      | Daan van Beek              |
| Zwartemeer    | Klazienaveen | Mr. Ovingstraat        | 8.000      | Jaap Woltjes               |
| Zwolsche Boys | Zwolle       | Gemeentelijk Sportpark | 15.000     | Gerrit Vreken              |

### Eindstand
| pos | club          | gs | w  | g  | v  | pnt | dv | dt | ds  |
| --- | ------------- | -- | -- | -- | -- | --- | -- | -- | --- |
| 1.  | Velox         | 28 | 16 | 4  | 8  | 36  | 71 | 39 | 32  |
| 2.  | Roda Sport    | 28 | 13 | 8  | 7  | 34  | 53 | 34 | 19  |
| 3.  | Helmondia '55 | 28 | 12 | 8  | 8  | 32  | 50 | 47 | 3   |
| 4.  | Baronie       | 28 | 12 | 7  | 9  | 31  | 54 | 47 | 7   |
| 5.  | EDO           | 28 | 11 | 9  | 8  | 31  | 44 | 44 | 0   |
| 6.  | Tubantia      | 28 | 12 | 6  | 10 | 30  | 52 | 49 | 3   |
| 7.  | RCH           | 28 | 11 | 8  | 9  | 30  | 37 | 34 | 3   |
| 8.  | Zwartemeer    | 28 | 11 | 5  | 12 | 27  | 34 | 41 | -7  |
| 9.  | N.E.C.        | 28 | 10 | 6  | 12 | 26  | 57 | 58 | -1  |
| 10. | De Graafschap | 28 | 10 | 6  | 12 | 26  | 33 | 39 | -6  |
| 11. | Oldenzaal     | 28 | 10 | 6  | 12 | 26  | 30 | 41 | -11 |
| 12. | LONGA         | 28 | 7  | 10 | 11 | 24  | 38 | 47 | -9  |
| 13. | Zwolsche Boys | 28 | 9  | 6  | 13 | 24  | 43 | 43 | 0   |
| 14. | PEC           | 28 | 9  | 5  | 14 | 23  | 45 | 64 | -19 |
| 15. | UVS           | 28 | 7  | 6  | 15 | 20  | 31 | 45 | -14 |

### Legenda
| Kleur | Kwalificatie voor                                                                        |
| ----- | ---------------------------------------------------------------------------------------- |
|       | Promotie naar de Eerste divisie                                                          |
|       | Geen degradatie naar de Amateurs door fusies en andere clubs die vrijwillig degradeerden |
|       | Degradatie naar de Amateurs                                                              |

### Uitslagen
|               | BAR   | EDO   | GRA   | H55   | LON   | NEC   | OLD   | PEC   | RCH   | RSP   | TUB   | UVS   | VLX   | ZWA   | ZBO   |
| ------------- | ----- | ----- | ----- | ----- | ----- | ----- | ----- | ----- | ----- | ----- | ----- | ----- | ----- | ----- | ----- |
| Baronie       |       | 2 – 2 | 2 – 0 | 3 – 2 | 1 – 1 | 3 – 4 | 6 – 2 | 1 – 1 | 1 – 1 | 3 – 2 | 2 – 0 | 4 – 1 | 0 – 3 | 1 – 2 | 3 – 5 |
| EDO           | 2 – 3 |       | 0 – 0 | 0 – 0 | 5 – 4 | 3 – 1 | 0 – 0 | 3 – 0 | 4 – 1 | 3 – 3 | 0 – 1 | 2 – 0 | 2 – 2 | 0 – 0 | 1 – 0 |
| De Graafschap | 2 – 3 | 2 – 0 |       | 1 – 4 | 2 – 0 | 4 – 2 | 1 – 0 | 3 – 0 | 2 – 0 | 1 – 0 | 0 – 2 | 1 – 1 | 0 – 3 | 2 – 1 | 2 – 2 |
| Helmondia '55 | 1 – 0 | 3 – 2 | 2 – 2 |       | 2 – 3 | 8 – 1 | 1 – 1 | 2 – 1 | 3 – 1 | 0 – 0 | 1 – 1 | 2 – 1 | 2 – 1 | 3 – 1 | 2 – 0 |
| LONGA         | 1 – 2 | 0 – 2 | 3 – 0 | 2 – 1 |       | 1 – 1 | 2 – 3 | 1 – 1 | 1 – 0 | 1 – 1 | 2 – 3 | 2 – 2 | 3 – 2 | 0 – 1 | 0 – 2 |
| N.E.C.        | 2 – 3 | 4 – 0 | 0 – 3 | 5 – 0 | 1 – 1 |       | 2 – 1 | 7 – 2 | 0 – 2 | 1 – 4 | 2 – 1 | 2 – 1 | 2 – 1 | 5 – 0 | 2 – 2 |
| Oldenzaal     | 0 – 2 | 0 – 2 | 1 – 1 | 0 – 1 | 1 – 1 | 2 – 0 |       | 2 – 1 | 1 – 0 | 0 – 3 | 1 – 3 | 2 – 1 | 3 – 2 | 2 – 0 | 2 – 1 |
| PEC           | 4 – 4 | 3 – 2 | 2 – 1 | 2 – 4 | 5 – 1 | 2 – 2 | 1 – 0 |       | 1 – 3 | 0 – 0 | 5 – 1 | 3 – 2 | 0 – 5 | 1 – 3 | 1 – 2 |
| RCH           | 0 – 1 | 3 – 3 | 2 – 0 | 2 – 2 | 0 – 0 | 1 – 0 | 0 – 0 | 1 – 3 |       | 2 – 1 | 1 – 0 | 1 – 0 | 2 – 0 | 1 – 1 | 3 – 1 |
| Roda Sport    | 0 – 0 | 1 – 2 | 1 – 0 | 3 – 0 | 1 – 2 | 3 – 0 | 4 – 1 | 5 – 1 | 3 – 3 |       | 5 – 2 | 1 – 1 | 3 – 1 | 1 – 0 | 0 – 0 |
| Tubantia      | 2 – 1 | 6 – 0 | 1 – 2 | 4 – 2 | 2 – 2 | 1 – 4 | 1 – 3 | 1 – 2 | 1 – 1 | 3 – 0 |       | 1 – 1 | 3 – 1 | 1 – 1 | 3 – 1 |
| UVS           | 2 – 1 | 0 – 1 | 1 – 0 | 0 – 0 | 1 – 1 | 3 – 2 | 3 – 0 | 2 – 0 | 2 – 1 | 1 – 2 | 0 – 3 |       | 1 – 2 | 2 – 0 | 1 – 2 |
| Velox         | 3 – 1 | 1 – 1 | 5 – 1 | 3 – 0 | 2 – 0 | 1 – 1 | 0 – 0 | 3 – 1 | 1 – 3 | 5 – 2 | 7 – 1 | 4 – 1 |       | 5 – 3 | 4 – 1 |
| Zwartemeer    | 1 – 0 | 3 – 0 | 1 – 0 | 2 – 2 | 2 – 1 | 4 – 3 | 1 – 2 | 1 – 2 | 0 – 1 | 0 – 2 | 0 – 0 | 1 – 0 | 1 – 2 |       | 2 – 1 |
| Zwolsche Boys | 1 – 1 | 1 – 2 | 0 – 0 | 5 – 0 | 1 – 2 | 1 – 1 | 1 – 0 | 2 – 0 | 2 – 1 | 1 – 2 | 2 – 4 | 4 – 0 | 1 – 2 | 1 – 2 |       |

### Topscorers
| #   | Naam                  | Club          | Goal |
| --- | --------------------- | ------------- | ---- |
| 1.  | Frans Geurtsen        | Velox         | 23   |
| 2.  | Coen Dillen           | Helmondia '55 | 20   |
| 3.  | Leo Koopman           | PEC           | 15   |
| 3.  | Doby Peters           | EDO           | 15   |
| 5.  | Jan Meijer            | LONGA         | 13   |
| 5.  | Theo Slijkhuis        | N.E.C.        | 13   |
| 5.  | Theo Spierings        | Helmondia '55 | 13   |
| 8.  | Leen Morelisse        | Velox         | 12   |
| 8.  | Frans Olde Riekerink  | Tubantia      | 12   |
| 10. | Ton Breeuwer          | EDO           | 10   |
| 10. | Hens Fischer          | Roda Sport    | 10   |
| 10. | Kees Groeneveld       | Baronie       | 10   |
| 10. | Gerard van de Kerkhof | Helmondia '55 | 10   |

### Beslissingswedstrijden
Om de negende, tiende en elfde plaats.
| Plaats + Datum                                                                              | Wedstrijd                 | Uitslag | Scoreverloop                                                                                    |
| ------------------------------------------------------------------------------------------- | ------------------------- | ------- | ----------------------------------------------------------------------------------------------- |
| 27 mei 1962, Oldenzaal, Het Heuveltje 6.000 toeschouwers Scheidsrechter: Lau van Ravens     | Oldenzaal – De Graafschap | 3 – 1   | 65' Henk Kalsbeek 1–0, 83' Peter Hoomans (pen) 2–0, 85' Joop Willems 2–1, 89' Henk Kalsbeek 3–1 |
| 31 mei 1962, Nijmegen, Goffertstadion 12.000 toeschouwers                                   | N.E.C. – Oldenzaal        | 1 – 0   | 3' Tini van Reeken 1–0                                                                          |
| 3 juni 1962, Doetinchem, De Vijverberg 7.000 toeschouwers Scheidsrechter: Henk van der Veer | De Graafschap – N.E.C.    | 2 – 0   | 9' Hennie Oonk 1–0, 82' Wim van de Schuur 2–0                                                   |

#### Eindstand
| pos | club          | gs | w | g | v | pnt | dv | dt | ds |
| --- | ------------- | -- | - | - | - | --- | -- | -- | -- |
| 1.  | Oldenzaal     | 2  | 1 | 0 | 1 | 2   | 3  | 2  | 1  |
| 2.  | De Graafschap | 2  | 1 | 0 | 1 | 2   | 3  | 3  | 0  |
| 3.  | N.E.C.        | 2  | 1 | 0 | 1 | 2   | 1  | 2  | -1 |

Om de twaalfde en dertiende plaats.
| Plaats + Datum                                             | Wedstrijd             | Uitslag | Scoreverloop                                                                                               |
| ---------------------------------------------------------- | --------------------- | ------- | --- |
| 17 juni 1962, Doetinchem, De Vijverberg 1.800 toeschouwers | LONGA – Zwolsche Boys | 4 – 1   | 59' Leo Villevoye 1–0, 64' Jef Maas 2–0, 72' Leo Villevoye 3–0, 73' Ernst Söllner 3–1, Gerard Spanings 4–1 |

## Voetnoten
1956/57 · 
1957/58 · 
1958/59 · 
1959/60 · 
1960/61 · 
1961/62 · 
1962/63 · 
1963/64 · 
1964/65 · 
1965/66 · 
1966/67 · 
1967/68 · 
1968/69 · 
1969/70 · 
1970/71 · 
2016/17 · 
2017/18 · 
2018/19 ·
2019/20 ·
2020/21 ·
2021/22 ·
2022/23 ·
2023/24 ·
2024/25
Baronie · EDO · De Graafschap · Helmondia '55 · LONGA · N.E.C. · Oldenzaal · PEC · RCH · Roda Sport · Tubantia · UVS · Velox · Zwartemeer · Zwolsche Boys